# Sybra discomaculata
Sybra discomaculata là một loài bọ cánh cứng trong họ Cerambycidae.